# Alegeri prezidențiale în Ucraina, 2010
Primul tur al alegerilor prezidențiale din Ucraina din 2010 s-a desfășurat în ziua de 17 ianuarie 2010.
Acestea reprezintă cel de-al cincilea scrutin prezidențial al țării de la declararea independenței față de URSS în 1991.
Președintele Ucrainei este ales de cetățenii acestei țări pentru un mandat de cinci ani, pe baza votului universal, egal, direct și secret, durata mandatului este de cinci ani și o persoană poate fi aleasă în această funcție de maxim două ori.
Candidații trebuie să fie cetățeni ucraineni în vârstă de cel puțin treizeci și cinci de ani, cu drept de vot, rezidenți în Ucraina de cel puțin zece ani în ziua alegerilor, și cunoscători ai limbii de stat, așa cum impune Constituția Ucrainei.
Depunerea candidaturilor s-a încheiat la 6 noiembrie 2009. Au fost înregistrați în total optusprezece candidați.
În ziua de 17 ianuarie 2010 secțiile de vot s-au deschis la ora 8 și s-au închis la ora 22. După primul tur de scrutin, în al doilea tur s-au calificat Viktor Ianukovîci și Iulia Tîmoșenko, iar turul al doilea a fost câștigat de Ianukovîci.

## Candidați

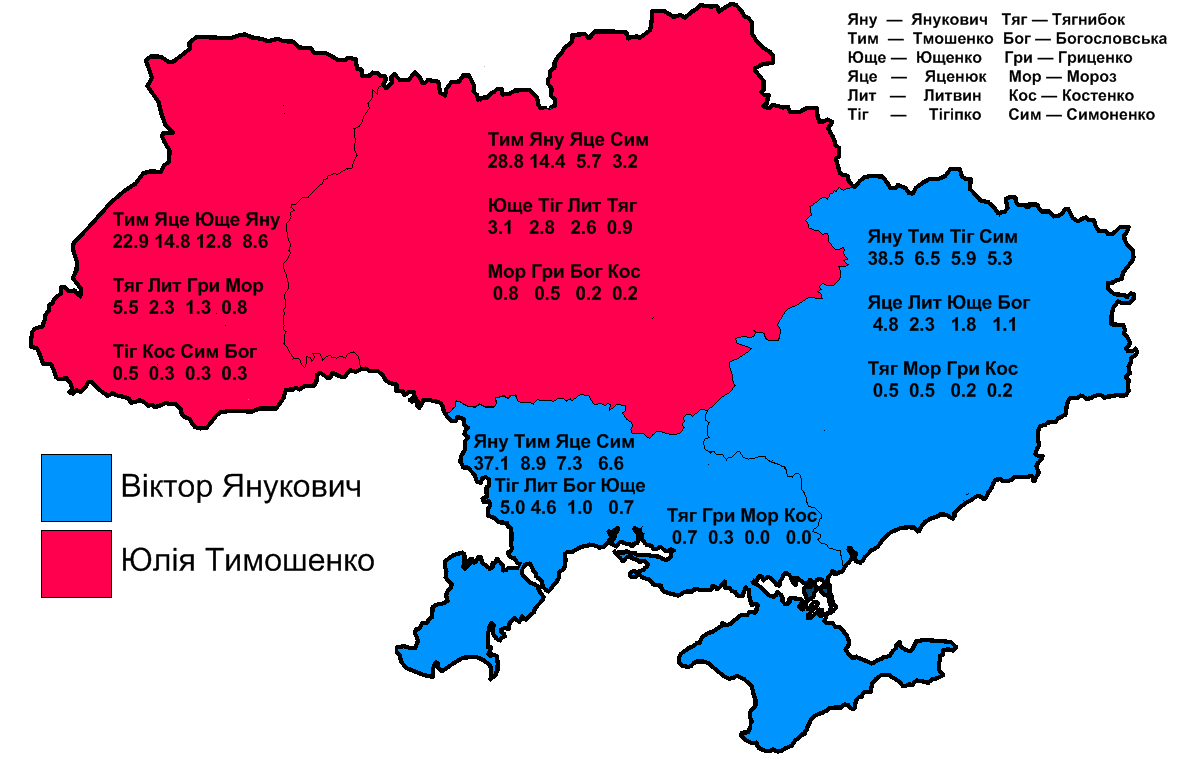
write

Următorii candidați au depus documentele de înregistrare pentru alegerile prezidențiale (în ordinea de pe buletinele de vot)
- Inna Bohoslovska, membru în Verhovna Rada, independentă (fostă în Partidul Regiunilor) [5][6][7]
- Mîhailo Brodskîi, președintele Partidului Democraților Liberi [8][9]
- Anatolîi Hrîțenko, membru al partidului Ucraina Noastră, fost Ministru al Apărării [10][11][12]
- Iurîi Kostenko, Partidul Popular Ucrainean, membru al Verhovna Rada din partea blocului Ucraina Noastră-Apărarea Populară [13][14]
- Volodîmîr Lîtvîn, președintele parlamentului [15][16]
- Oleksandr Moroz, Partidul Socialist din Ucraina, fost președinte al Verhovna Rada [17][18]
- Oleksandr Pabat, Armata Salvării Populare [19][9]
- Vasîl Protîvsih, Independent [20]
- Serhii Ratușniak [21]
- Oleh Riabokon, avocat independent, partener la firma de avocatură Magisters între 1997 și 2009 [22][23]
- Petro Sîmonenko, liderul Partidului Comunist al Ucrainei [13][24]
- Liudmîla Suprun, Partidul Democrat Popular [25][26]
- Iulia Tîmoșenko, Prim Ministru în exercițiu, lider al Blocului Iulia Tîmoșenko [27][28]
- Serhii Tihipko, fost președinte al Băncii Naționale a Ucrainei, susținut de partidul Munca Ucraina [29][30][31][32]
- Oleh Tiahnîbok, Uniunea Pan-Ucraineană „Libertatea”, deputat în Consiliul Regional Lvov [33][34]
- Viktor Iușcenko, președinte în exercițiu, susținut de Ucraina Noastră [35][36]
- Viktor Ianukovici, Partidul Regiunilor, fost Prim Ministru și contracandidat al lui Iușcenko la alegerile din 2004 [37][38]
- Arsenii Iațeniuk, fost președinte al Verhovna Rada, membru al partidului Ucraina Noastră [39][40][41][42]

## Rezultate

### Primul tur de scrutin
Primul tur de scrutin a avut loc pe data de 17 ianuarie 2010 și prezența la vot a fost de 66,7%. Numărătoarea voturilor a arătat că în turul al doilea s-au calificat Viktor Ianukovîci și Iulia Tîmoșenko cu 35,32%, respectiv 25,05% din voturi. Președintele în exercițiu, Viktor Iușcenko, a obținut un scor foarte scăzut, 5,45% din voturi, clasându-se pe locul 5.
Rezultatele alegerilor prezidențiale din 17 ianuarie și 7 februarie 2010 din Ucraina 
| Viktor Ianukovici — Partidul Regiunilor              | 8.686.751  | 35,32 | 12.481.266 | 48,95 |
| Iulia Tîmoșenko — Uniunea Pan-Ucraineană „Patria”    | 6.159.829  | 25,05 | 11.593.357 | 45,47 |
| Serhii Tihipko — Independent                         | 3.211.257  | 13,06 |            |       |
| Arseni Iațeniuk — Independent                        | 1.711.749  | 6,96  |            |       |
| Viktor Iușcenko — Independent                        | 1.341.539  | 5,45  |            |       |
| Petro Sîmonenko — Partidul Comunist din Ucraina      | 872.908    | 3,55  |            |       |
| Volodîmîr Lîtvîn — Partidul Popular                  | 578.886    | 2,35  |            |       |
| Oleh Tiahnîbok — Uniunea Pan-Ucraineană „Libertatea” | 352.282    | 1,43  |            |       |
| Anatoli Hrîțenko — Independent                       | 296,413    | 1,20  |            |       |
| Inna Bohoslovska — Independent                       | 102.435    | 0,41  |            |       |
| Oleksandr Moroz — Partidul Socialist din Ucraina     | 95.169     | 0,38  |            |       |
| Iuri Kostenko — Partidul Popular Ucrainean           | 54.376     | 0,22  |            |       |
| Liudmîla Suprun — Partidul Democrat Popular          | 47.349     | 0,19  |            |       |
| Vasili Protîvsih — Independent                       | 40.352     | 0,16  |            |       |
| Oleksandr Pabat — Independent                        | 35.475     | 0,14  |            |       |
| Serhii Ratușniak — Independent                       | 29.796     | 0,12  |            |       |
| Mîhailo Brodskîi — Independent                       | 14.991     | 0,06  |            |       |
| Oleh Riabokon — Independent                          | 8.334      | 0,03  |            |       |
| Voturi împotriva tuturor candidaților                | 540.942    | 2,20  | 1.113.055  | 4,36  |
| Total                                                | 24.588.261 | 100   |            |       |
| Sursa: Comisia Electorală Centrală a Ucrainei.       |            |       |            |       |

### Hărți
Aceste hărți prezintă gradul de susținere a primilor cinci candidați în primul tur de scrutin pe regiuni

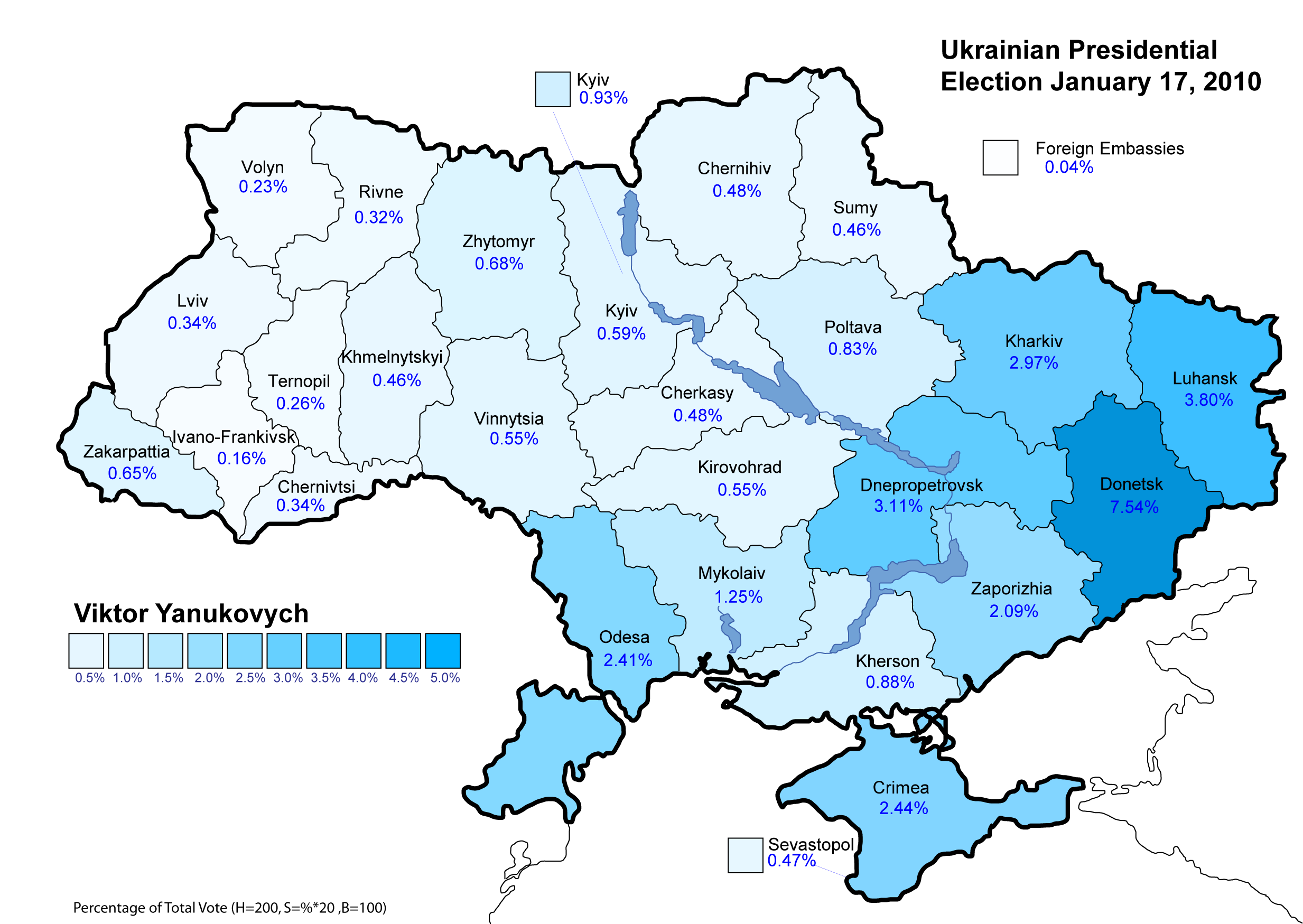
Viktor Ianukovici - 35,33%
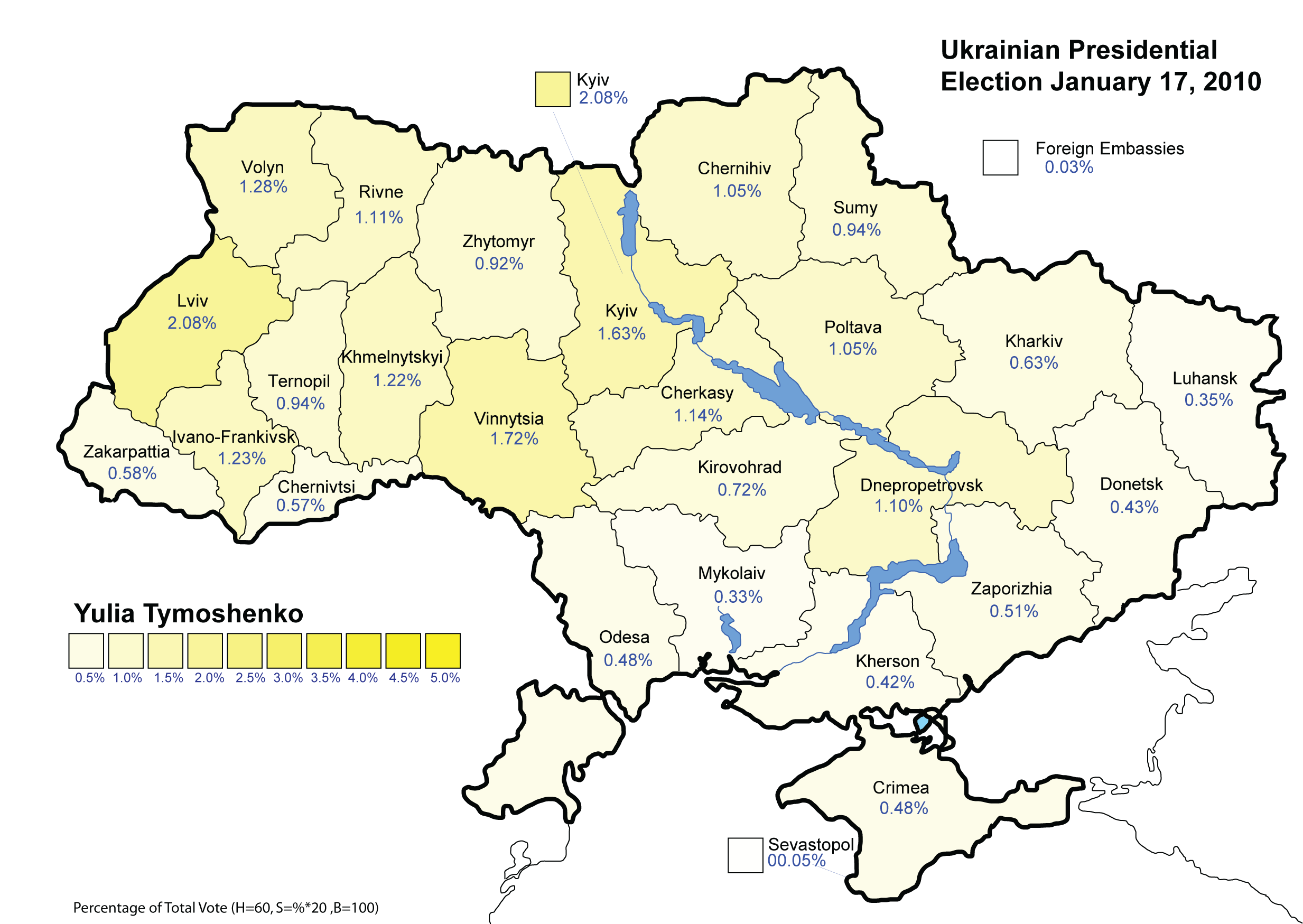
Iulia Tîmoșenko - 25,05%
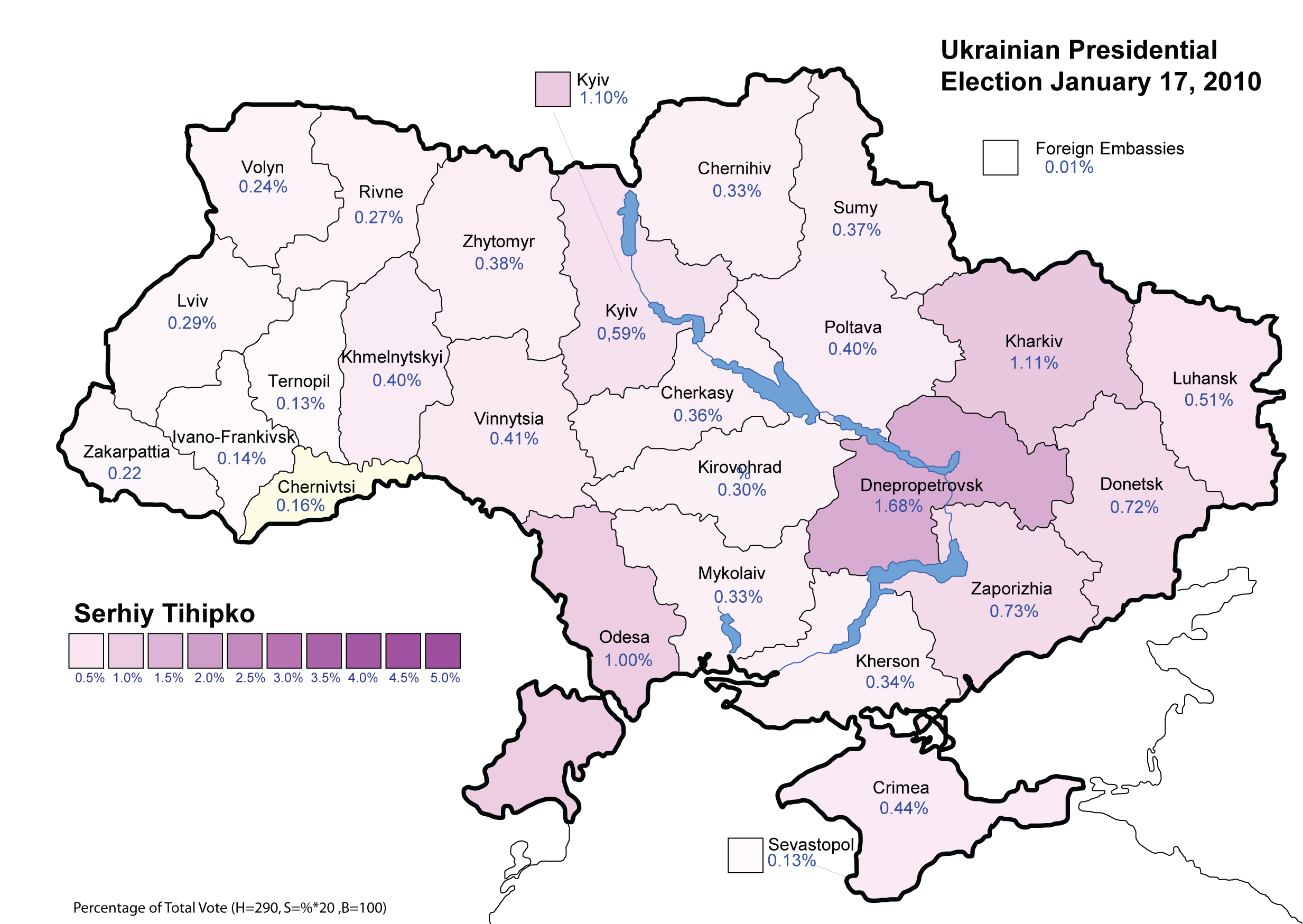
Serhii Tihipko - 13,06%
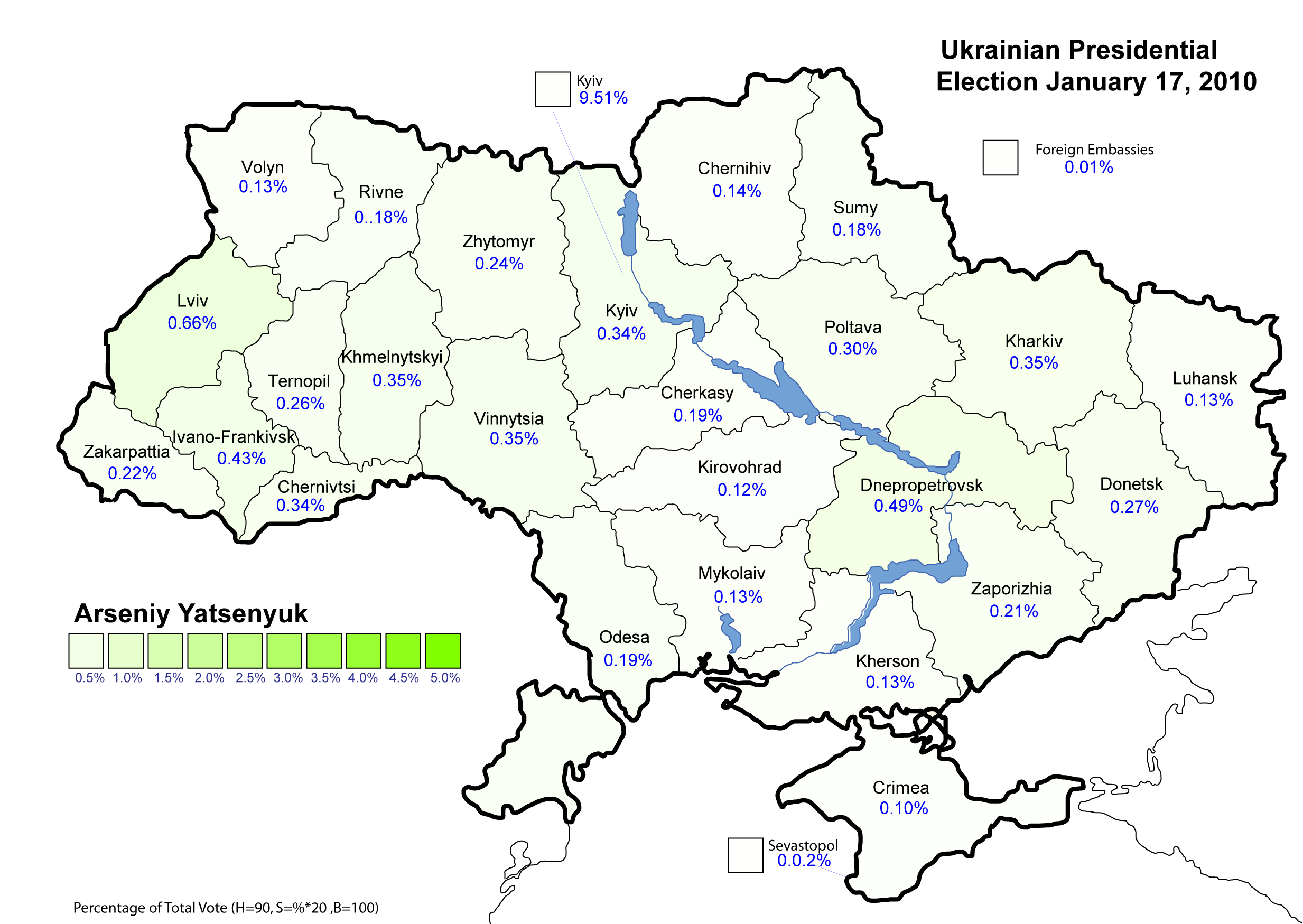
Arseni Iațeniuk - 6,69%
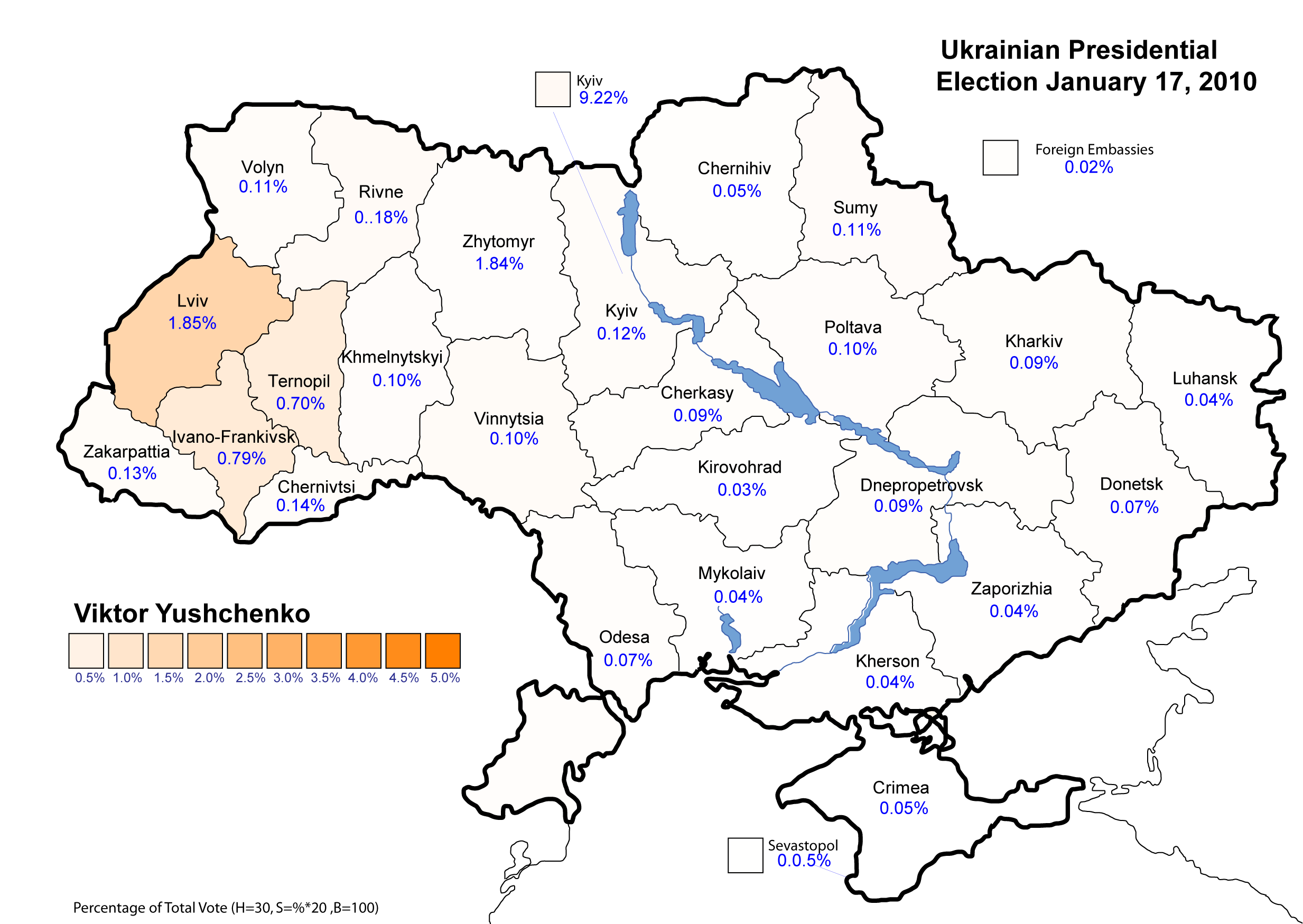
Viktor Iușcenko - 5,46%

## Sondaje de opinie
În ziua de 2 ianuarie 2010 a început o perioadă de 15 zile în care în mass media nu se mai pot prezenta rezultatele sondajelor de opinie înaintea zilei primului tur de scrutin.
Un sondaj publicat la 15 decembrie 2009 de International Foundation for Electoral Systems arată că Viktor Ianukovici (31%) are cele mai mari șanse să câștige alegerile, calificându-se în turul al doilea alături de Iulia Tîmoșeko (19%).  Toți ceilalți candidați au mai puțin de 5% din intențiile de vot, Viktor Yușcenko având doar 3,5%. Sondajul a indicat și că ucrainenii sunt pesimiști în ce privește situația socio-politică din țară. Șaptezeci și patru la sută considerau că Ucraina este pe calea spre instabilitate și peste 90% din ucraineni erau nemulțumiți de situația economică (96%) și de cea politică (92%) din țară.
Conform altor sondaje de opinie, candidatul Partidului Regiunilor Viktor Ianukovici (25,0% – 33,3%) este primul între candidații prezidențiali în preferințele alegătorilor, urmat de Primul Ministru Iulia Tîmoșenko (15,5% — 18,4%), și de candidatul Frontului Schimbării Arsenii Iațeniuk (6,7% – 14.5%) pe locul trei. Președintele în exercițiu, Viktor Iușcenko (2,0% – 3,8%), în urma declinului popularității sale, se află la mare distanță pe locul șase, în urma liderului Partidului Comunist Petro Sîmonenko (3,4% – 4,5%) și a președintelui parlamentului Volodîmîr Lîtvîn (1,4% – 5,8%).

## Al doilea tur de scrutin
Al doilea tur de scrutin al alegerilor din Ucraina din anul 2010 a avut loc pe data de 7 februarie 2010. Rezultatele parțiale au fost anunțate la ora 23, iar cele finale pe 17 februarie. Rezultatele parțiale cele mai recente au fost anunțate în după-amiaza zilei de 8 februarie, dupa numărarea a 97,6% din voturile înregistrate în toate secțiile de voatare. Aceste rezultate parțiale îl creditează pe Viktor Ianukovici cu 48,48% din sufragii, iar pe Iulia Timoșenko cu 45,92% din acestea. Conform datelor date de Comisia Electorală Centrală a Ucrainei, 4,4% dintre alegători nu au dorit să își exprime opinia pentru nici unul dintre candidați, iar 1,2% din voturi au fost declarate nule. Dupa alte calcule privind numărul de alegători ce au votat duminică, s-a constatat ca 69% din cetățenii Ucrainei s-au prezentat la urne duminică.